# Лукьянченко, Александр Алексеевич
Алекса́ндр Алексе́евич Лукья́нченко (укр. Олександр Олексійович Лук'янченко; род. 30 августа 1947) — Донецкий городской голова (2002—2014), доктор экономических наук, доцент.

## Биография
Родился на хуторе Бердычи в Ясиноватском районе Сталинской области. Окончил четырёхлетнюю школу в Бердичах, а затем восьмилетнюю в Авдеевке. В 1962 году поступил в Донецкий строительный техникум. По окончании был призван в советскую армию и был направлен в школу младших командиров танковых войск.
В 1979 году окончил Макеевский инженерно-строительный институт по специальности «Гражданское и промышленное строительство», а в 1999 году — Донецкую государственную академию управления по специальности «Менеджмент организаций».
Работал на заводе «Стройдеталь», затем на «Донецкжилстрое» (главным инженером).
27 ноября 1992 года занимает должность заместителя председателя Донецкого городского исполкома.
С 1994 по 1996 год работает в Донецкой облгосадминистрации. Занимает должность заместителя председателя, и со временем первого заместителя председателя.
После облгосадминистрации в течение двух лет работает первым заместителем генерального директора Администрации автомобильных дорог в Донецкой области.
Затем становится первым заместителем донецкого городского головы Владимира Васильевича Рыбака в Донецком городском совете.
В 2002 году выдвигает свою кандидатуру на пост городского головы Донецка и 31 марта побеждает в выборах. 26 марта 2006 года избирается на второй срок. 31 октября 2010 года избирается на третий срок.
В марте 2014 года на фоне протестов на Юго-Востоке Украины заявил, что «Россия аннексией Крыма убила саму суть федерализации нашей страны». В июле 2014 года покинул Донецк, поскольку «не принял ультиматум, выдвинутый властями самопровозглашенной Донецкой народной республики» и переехал в Киев. С 13 ноября 2014 года его полномочия де-факто исполняет назначенный властями ДНР Игорь Мартынов.
16 июля 2015 года Генпрокуратура Украины возбудила против Лукьянченко уголовное дело по факту содействия деятельности ДНР и проявлениям сепаратизма.

## Награды
- Орден князя Ярослава Мудрого V степени (5 июня 2012 года) — за значительный личный вклад в подготовку и проведение на Украине финальной части чемпионата Европы 2012 года по футболу, успешную реализацию инфраструктурных проектов, обеспечения правопорядка и общественной безопасности во время турнира, повышение международного авторитета Украинского государства, высокий профессионализм[9]
- Орден «За заслуги» І степени (18 августа 2009 года) — за значительный личный вклад в социально-экономическое, культурное развитие Украинского государства, весомые трудовые достижения и по случаю 18-летия независимости Украины[10]
- Орден «За заслуги» ІІ степени (20 августа 2007 года) — за значительный личный вклад в социально-экономическое, культурное развитие Украинского государства, весомые трудовые достижения и по случаю 16-летия независимости Украины[11]
- Орден «За заслуги» III степени (29 августа 2002 года) — за весомый личный вклад в социально-экономическое развитие Донецкой области, многолетнюю добросовестную работу[12]
- Медаль «За труд и доблесть» (16 декабря 2003 года) — за весомый личный вклад в подготовку, проведение и обработку результатов первой Всеукраинской переписи населения, успешное проведение общегосударственного мероприятия[13]
- Медаль «За трудовое отличие»
- Заслуженный строитель Украины (7 апреля 2000 года) — за самоотверженную работу, весомые достижения в профессиональной деятельности[14]
- Заслуженный строитель Республики Бурятия (2012)[15]
- Почётный гражданин Донецкой области (2007)
- Государственная премия Украины в области архитектуры (25 июня 2003 года) — за комплексную реконструкцию улицы Артёма в городе Донецке[16]
- Золотая медаль «Вэтэн эвлады» («Сын Отечества») (2010, Международный журнал «Мир Азербайджана» и Национальный фонд «Деде Горгуд») — за весомый личный вклад в развитие и укрепление дружбы и сотрудничества между Азербайджаном и Донецком, внимание и заботу о проживающей в этом украинском городе многочисленной азербайджанской диаспоре[17]
- Полный кавалер знака «Шахтёрская слава»